# Komórki pamięci immunologicznej
Komórki pamięci immunologicznej – długo żyjące komórki układu immunologicznego powstające na skutek udanej odpowiedzi immunologicznej przeciwko obcemu antygenowi. Wykazują silną odpowiedź przy ponownym zetknięciu z antygenem, z którym kontakt doprowadził do ich powstania. Zapewniają one szybką odpowiedź immunologiczną (znajdują się w takich organach jak płuca, jelita lub wątroba) i długotrwałą zwiększoną odporność na chorobę spowodowaną wcześniej wspomnianymi antygenami (w tym też prawidłowe działanie szczepionek).